# Luis Martén
Luis Martén Pellicier (né le 10 août 1974) est un ancien joueur cubain de football évoluant au poste d'attaquant.

## Biographie

### En équipe de Cuba
Martén dispute le championnat du monde des moins de 17 ans de 1991 en Italie (trois matchs, un but marqué) avant de devenir international cubain en 1995. Il participe avec son pays aux éliminatoires des Coupes du monde de 2002 et 2006 (neuf matchs disputés, deux buts marqués).
En outre, il prend part à la Gold Cup 1998, où il marque un but face au Costa Rica, et atteint la finale de la Coupe caribéenne des nations 1999, perdue deux buts à un contre Trinité-et-Tobago.

#### Buts en sélection
| Buts en sélection de Luis Martén | Buts en sélection de Luis Martén | Buts en sélection de Luis Martén                          | Buts en sélection de Luis Martén | Buts en sélection de Luis Martén | Buts en sélection de Luis Martén | Buts en sélection de Luis Martén |
|                                  | Date                             | Lieu                                                      | Adversaire                       | Score                            | Résultat                         | Compétition                      |
| -------------------------------- | -------------------------------- | --------------------------------------------------------- | -------------------------------- | -------------------------------- | -------------------------------- | -------------------------------- |
| 1.                               | 25 mai 1995                      | Estadio Quisqueya, Santo Domingo (République dominicaine) | République dominicaine           |                                  | 0-3                              | QCAR 1995                        |
| 2.                               | 4 février 1998                   | Oakland Alameda Coliseum, Oakland (États-Unis)            | Costa Rica                       | 2-5                              | 2-7                              | GC 1998                          |
| 3.                               | 4 juin 1999                      | Marvin Lee Stadium, Macoya (Trinité-et-Tobago)            | Haïti                            | 1-1                              | 3-1                              | CAR 1999                         |
| 4.                               | 4 juin 1999                      | Marvin Lee Stadium, Macoya (Trinité-et-Tobago)            | Haïti                            | 3-1                              | 3-1                              | CAR 1999                         |
| 5.                               | 5 mars 2000                      | Estadio Pedro Marrero, La Havane (Cuba)                   | Îles Caïmans                     | 1-0                              | 4-0                              | QCM 2002                         |
| 6.                               | 9 mars 2000                      | La Havane (Cuba)                                          | Nicaragua                        | 4-0                              | 4-0                              | Amical                           |
| 7.                               | 22 avril 2004                    | Truman Bodden Sports Complex, George Town (Îles Caïmans)  | Îles Caïmans                     | 1-2                              | 1-2                              | QCM 2006                         |

## Palmarès

### En équipe de Cuba
- Finaliste de la Coupe caribéenne des nations en 1999.